# Тургояк (платформа)
Тургоя́к — остановочный пункт Южно-Уральской железной дороги на линии Златоуст — Челябинск. Раньше был станцией с четырьмя путями — по состоянию на 2009 год об этом напоминали оставшаяся контактная сеть и следы от шпал на месте разобранных путей. Деревянное здание вокзала сгорело и было снесено в конце XX века. Станция была конечным пунктом для следующих из Челябинска электропоездов и «поезда здоровья» — пригородного поезда, курсировавшего зимой в выходные дни для перевозки лыжников.
Расположена в 24 километрах к юго-востоку от Златоуста и в 7 километрах от озера Тургояк, от которого и получила своё название. Сооружена в период строительства железной дороги Златоуст — Челябинск (1890—1892). Имеется тяговая подстанция. На платформе останавливаются пригородные поезда до Челябинска, Златоуста.
Остановочный пункт расположен в пристанционном посёлке Тургояк Миасского городского округа. Недалеко от станции, по направлению к Сыростану находится петля Гарина-Михайловского — полукольцо, где минимальное расстояние между одной и той же линией всего 160 метров. На расстоянии 2 км от платформы находится горнолыжный курорт «Солнечная долина», однако автомобильной дороги с твёрдым покрытием между платформой и курортом нет.
Ближайший водоём — река Малый Сыростан протекает севернее платформы, параллельно железнодорожным путям на расстоянии менее 100 метров от них. Малый Сыростан дважды пересекает железнодорожную линию на перегоне 1988 км — Тургояк, оба моста находятся северо-западнее платформы Тургояк.